# Équipe cycliste

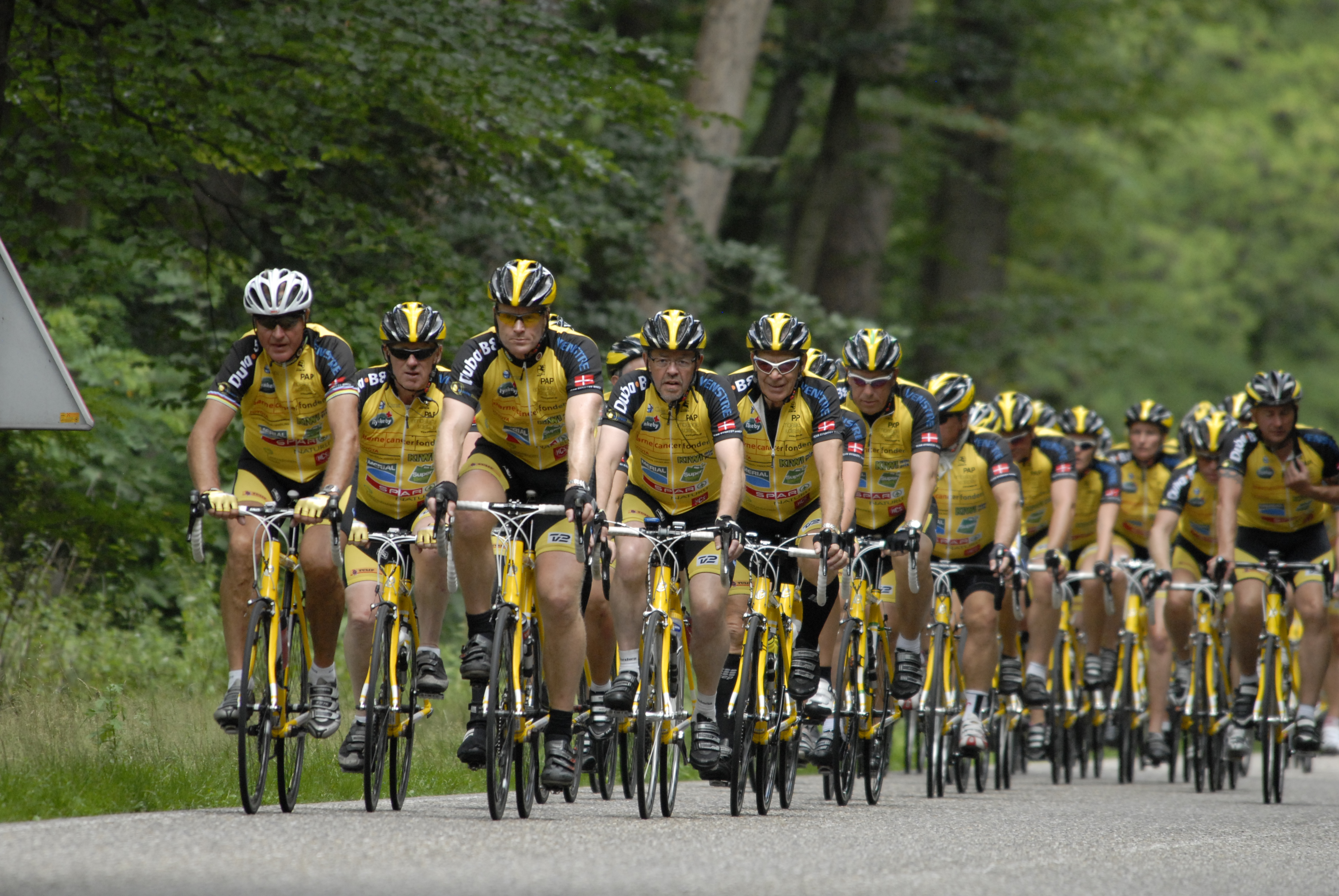
La Team Rynkeby, équipe cycliste danoise à but caritatif, en 2011.

Une équipe cycliste est une structure regroupant des coureurs cyclistes, leur encadrement et un personnel technique et médical.

## Composition
Une équipe cycliste rassemble plusieurs métiers. En effet, elle comporte des coureurs, un manageur, à la tête de l'ensemble du personnel, un directeur sportif, qui accompagne les coureurs lors des courses et détermine la stratégie de l'équipe, un ou plusieurs entraîneurs, un médecin et des assistants paramédicaux (ou soigneurs) et des mécaniciens.

## Finances
Il existe peu d'informations détaillées sur les finances des équipes cyclistes, celles-ci étant réticentes à communiquer sur ce sujet. Les finances des équipes cyclistes se caractérisent par l'absence de profit, malgré un statut d'entreprise, et l'absence de ressources propres, telles que la billetterie d'un stade, et de droits télévisés. Ainsi, les équipes cyclistes dépendent de leurs principaux sponsors. L'identité de ces derniers détermine en général le propriétaire de la licence de l'équipe, le nom et la nationalité de celle-ci. Parmi les équipes masculines sur route dont le budget a pu être étudié, le financement par les sponsors représente 93 à 99 % des revenus. Les sponsors-titres représentent à eux seuls 70 à 80 % du budget, les autres sponsors 10 à 20 %, et les fournisseurs quelques pourcents. Les primes de participation et les prix payés aux équipes par les organisateurs de courses sont la seule autre source de revenu.
Les salaires représentent environ 70 % des dépenses des équipes. Les salaires des coureurs, et notamment des leaders de l'équipe, en forme la plus grande part. Les vélos et autres équipements sportifs forment le troisième poste de dépense (10 à 18 % du budget). La logistique et les frais de déplacement sont le deuxième poste de dépense des équipes cyclistes, qui se déplacent régulièrement dans le monde entier pour y disputer des courses. Enfin, les dépenses telles que l'administration, la communication, les frais médicaux, etc. composent les 10 % restants.
Les budgets des équipes cycliste sur route ont fortement augmenté à la fin des années 2000 et au début des années 2010. Pour les dix meilleures d'entre elles, cette croissance est estimée à 60 % entre 2009 et 2013.

## Réglementation internationale des équipes cyclistes
Le règlement du sport cycliste de l'Union cycliste internationale (UCI) énonce pour chaque discipline des règles régissant les équipes cyclistes au niveau international.

### Cyclisme sur route
Depuis 2005, l'Union cycliste internationale règlemente et enregistre trois catégories d'équipes cyclistes masculines sur route : les équipes World Tour (dites UCI WorldTeams), les équipes continentales professionnelles et les équipes continentales.